# Коле (Изернија)
Коле је насеље у Италији у округу Изернија, региону Молизе.
Према процени из 2011. у насељу је живело 35 становника. Насеље се налази на надморској висини од 395 м.